# Gastronomía de Westfalia

Ubicación del estado en el mapa de Alemania.

La gastronomía de Westfalia es una gastronomía regional de Alemania y parte integrante de su cocina. Al igual que otras gastronomías regionales  contiene los ingredientes típicos de la región, sus métodos de preparación desarrollados durante su historia y de las costumbres de la gente de Westfalia.
La cocina de Westfalia es parte integrante de la cocina del norte de Alemania, es decir forma parte de sus tradiciones formando lo que en Alemania se menciona como la frontera de la Weisswurst ("Weißwurstgraben") que distingue la cocina del sur (fundamentalmente de Baviera) y la cocina del norte. La cocina de Westfalia es una combinación de alimentos grasientos, dulces y calientes, no es tan extremo como en las comarcas de Baja Sajonia o en Schleswig-Holstein. La cocina de Westfalia se caracteriza por ser de interior, es decir, el pescado aparece muy poco en los platos tradicionales. Las relaciones de esta cocina se encuentran principalmente con la cocina de Baja Sajonia, así como con la Holanda y la de la comarca del Rin. 

## Platos
La cocina de Westfalia tiene en común con las gastronomías del norte de Alemania la muy rica y famosa col verde. Los platos de Westfalia con carne más tradicionales son el Pfefferpotthast (asado de ternera con alcaparras y limón), preparados desde el siglo XIV en una crónica de Dortmund en la que se menciona también el Panhas (es un paté de restos de carne con harina de alforfón). El Töttchen elaborado con carne de ternera cocida con salsa de cebolla y mostaza, sobre todo se sirve en la región de Münster. El Möpkenbrot que en el dialecto de baja sajonia es Möpkenbraut es una especie de morcilla. Es típico de Westfalia también una preparación denominada "Dicke Bohnen" con tocino. En Sauerland se conoce el Potthucke. Otro plato es el Blindhuhn (Pollo ciego), según la tradición se denomina así, jocosamente, por ser capaz un pollo ciego de encontrar algo bueno en este plato. 
El muy oscuro pan de cereales Pumpernickel tiene su origen en Westfalia y es el auténtico en sabor y calidad cuando se encuentra en las panaderías de la zona. En la comarca del Lippe es muy conocido también el Pickert, que es una especie de patatas cocinadas a la sartén (Kartoffelpfannkuchen), muy influenciado por la cocina de Westfalia. 
En la época de Adviento se prepara al horno el Stutenkerl. El Gebildbrot elaborado de masa de levadura se sirve en Westfalia. 
Es muy conocido en la zona de Westfalia en la iglesia de Wiesenkirche en la ciudad de Soest una representación de la última cena, y que por su carácter especial se denomina "la última cena de Westfalia" ("Westfälisches Abendmal") en la que Jesús y sus seguidores comen jamón, pan de centeno, cabeza de cerdo y cerveza y otros productos típicos de la zona. Existe un jamón exquisito denominado Westfälische Schinken en dos variantes: ahumado y secado al aire; el primero es de color muy oscuro y es muy similar al Schwarzwälder Schinken (jamón de la Selva Negra). En Meschede, comarca de Sauerland, existe desde el siglo XVII un plato denominado Sauerländer Schinken (cerdo al estilo de Sauerland) que se elabora con tradición familiar, llegando a alcanzar muy buena calidad. 
En la región de Versmold existe un importante centro de elaboración de salchichas.

## Cerveza
En Westfalia existen varios centros de cerveza y en la mayoría de los casos se trata de cerveza Pils, existen algunas marcas de cervezas tales como: Pott's o el Bio-Bier (cerveza ecológica) Pinkus, la Warsteiner, Krombacher y Veltins. Dortmund es uno de los centros de mayor producción de cerveza de Alemania debido a la gran demanda de la comarca del Ruhr. En la zona es conocido el aguardiente denominado Steinhäger. 

### Cocineros
Una cocinera importante en la zona es Henriette Davidis procedente de Wetter-Wengern.

## Platos locales famosos
- Blutgemüse
- Errötendes Mädchen
- Hasenpfeffer
- Pillekauken
- Plundermilch
- Pumpernickelsuppe
- Schlackwurst
- Schinkenbegräbnis
- Spanisch Fricco, también en la forma "Frikko"
- Westfälische Rinderwurst
- Wuortelpott
- Wurstebrei
- Himmel und Erde
- Möpkenbrot

## Literatura
- Erich Alewelt: Keär man is dat lecka - Rezepte der westfälischen Küche. Ardey-Verlag, 2002, ISBN 3-87023-999-9
- Westfälische Küche. Die besten Rezepte. Compact Minirezepte, ISBN 3-8174-3209-7